# Kommuniongebet
Als Kommuniongebete werden die der Kommunion unmittelbar vorausgehenden als auch die der Kommunion unmittelbar folgenden Gebete bezeichnet, die in den eucharistischen Liturgien des alexandrinischen (koptischen), antiochenischen (syrisch-orthodoxen), byzantinischen (orthodoxen) und römischen (altkatholischen, römisch-katholischen und anglikanischen) Ritus sowie in der armenisch-orthodoxen Kirche, die neben der Jerusalemer Jakobusliturgie die Anaphora auch in der Form der Basiliusliturgie und der Chrysostomusliturgie kennt, in Gebrauch waren oder es heute noch sind. Auch in der Selbständigen Evangelisch-Lutherischen Kirche (Altlutheraner) sind vorbereitende Gebete, die um einen würdigen Empfang des heiligen Abendmahls bitten, in Gebrauch.

## Liturgiegeschichte
Liturgiegeschichtlich gehören die Kommuniongebete in die Kategorie der Privatgebete, die in der Westkirche seit karolingischer Zeit Aufnahme in die Heilige Messe fanden. Im Gegensatz zu den Präsidialgebeten betonen die Kommuniongebete die subjektive, sündhafte und unwürdige Disposition des Empfängers. Die Rezitation erfolgt in der Regel leise durch den Priester.
Die mittelalterlichen Missalien kannten und empfahlen hierfür eine Vielzahl verschiedener Gebete, darunter Reimgebete wie Ave verum, O salutaris hostia oder Anima Christi.

## Evangelisch-Lutherischer Ritus

### Altlutherischer Ritus
Nach der Evangelisch-Lutherischen Kirchenagende Band I. der Selbständigen Evangelisch-Lutherischen Kirche werden bis heute in lutherischen Kirchengemeinden folgende Gebete verwandt:
Der Pfarrer betet laut:
O Herr, ob ich zwar nicht würdig bin, dass du in mein Herz eingehst, so bin ich doch bedürftig deiner Hilfe und begierig deiner Gnade, dass ich möge fromm und selig werden. Nun komme ich in keiner anderen Zuversicht denn auf dein Wort, da du selbst zu diesem Tisch lädst und sagst mir Unwürdigem zu, ich soll Vergebung meiner Sünden haben deinen Leib und Blut, so ich esse und trinke in diesem Sakrament. O lieber Herr, ich weiß, dass deine göttliche Zusage und deine Worte gewiss und wahrhaftig sind. Daran zweifle ich nicht, und darauf esse und trinke ich; mir geschehe nach deinem Wort. O Herr Jesu, vereinige dich mit mir, dass ich bleibe in dir und du in mir und ich von dir ungeschieden sei, hier zeitlich und dort ewiglich.
Gemeinde:
Amen.
Der Pfarrer betet laut:
Dein heiliger Leib, Herr Jesus Christus, speise mich. Dein teures Blut tränke mich. Dein bitteres Leiden und Sterben stärke mich. Deine siegreiche Auferstehung erfreue und tröste mich. Herr Jesus Christus, erhöre mich. In deine heiligen Wunden verberge ich mich. Lass mich nimmermehr von dir geschieden werden. Vom bösen Feind errette mich, im wahren Glauben erhalte mich, dass ich mit allen Auserwählten dich lobe und preise hier zeitlich und dort ewiglich.
Gemeinde:
Amen.

## Römischer Ritus

### Alt-katholische Kommuniongebete
Nach dem Altarbuch von 1959 waren in der Alt-Katholischen Kirche in Deutschland folgende Kommuniongebete vorgeschrieben, bis sie durch eine Liturgiereform in den 1980er Jahren ersatzlos abgeschafft wurden:

„Der Priester spricht tief verneigt:
Gott, barmherziger Vater, erhöre uns und gib uns allen durch den Tod Deines Sohnes Jesus Christus Vergebung der Sünden.
Wir bitten Dich in Demut,
laß uns alle, die wir an diesem heiligen Mahle teilhaben, den Leib und das Blut unseres Herrn Jesus Christus würdig empfangen, damit wir, erfüllt mit Deiner Gnade und himmlischem Segen, ein Leib mit Ihm werden, daß Er wohne in uns und wir in Ihm.
Durch Christus, unsern Herrn. Amen.“

„Wahlweise kann auch das folgende gesprochen werden:
Der Genuß Deines Leibes, Herr Jesus Christus,
den wir Unwürdige zu empfangen wagen,
gereiche uns nicht zum Gericht und zur Verdammnis,
sondern sei uns nach Deiner Güte
ein Schutz des Leibes und der Seele und ein Weg zum Heile.
Du lebst und herrschest von Ewigkeit zu Ewigkeit.
Amen.“

Nach der Kelchkommunion des Priesters (eine Austeilung des Kelches an die Gläubigen war nicht üblich):
In der Ersten Ordnung der heiligen Messe:

„Der Priester trinkt den Kelch aus und reinigt ihn und die Patene:
Was wir mit dem Munde empfingen, o Herr, wollen wir reinen Sinnes behalten, und was Du uns schenkest in der Zeit, geleite uns zum ewigen Heile.
Deinen Leib, o Herr, empfingen wir, Dein Blut hat uns getränket. So bleibe denn in uns, verscheuche aus uns jeden Gedanken des Bösen, da wir reichlich erquicket sind mit Deinem reinen und heiligen Sakramente. Dir sei Dank und Preis in Ewigkeit. Amen.“

In der Zweiten Ordnung der heiligen Messe:

„Der Priester trinkt den Kelch aus, reinigt ihn und die Patene in der gehörigen Weise und spricht dabei still oder in nicht gesungenen Messen laut folgende Gebete der Danksagung:
Was mir mit dem Munde empfingen, Herr, das wollen wir reinen Herzens bewahren und aus dieser zeitlichen Gabe werde uns ewiges Heil.
Deinen Leib, Herr, den ich empfangen und Dein Blut, das ich getrunken habe, bleibe stets in meinem Herzen!
Laß keine Sündenmakel in mir zurückbleiben, da mich dieses reine und heilige Sakrament gestärkt hat.
Dir sei Dank und Preis in Ewigkeit!
A.: Amen.“

### Römisch-katholische Kommuniongebete

#### Nach demUsus antiquior
„Domine Jesu Christe, Fili Dei vivi,
qui ex voluntate Patris, cooperante Spiritu Sancto, per mortem tuam mundum vivificasti:
libera me per hoc sacrosanctum Corpus et Sanguinem tuum ab omnibus iniquitatibus meis, et universis malis:
et fac me tuis semper inhaerere mandatis, et a te numquam separari permittas:
Qui cum eodem Deo Patre et Spiritu Sancto vivis et regnas Deus in saecula saeculorum. Amen.“

„Deutsche Übersetzung:
Herr Jesus Christus, Sohn des lebendigen Gottes:
dem Willen des Vaters gehorsam, hast du unter Mitwirkung des Heiligen Geistes durch deinen Tod der Welt das Leben geschenkt.
Erlöse mich durch dieses dein hochheiliges Fleisch und Blut von all meinen Sünden und von jeglichem Übel.
Gib, dass ich deinen Gebote allzeit treu bleibe, und lass nicht zu, dass ich mich jemals von dir trenne.
Der du mit Gott dem Vater und dem Heiligen Geist lebst und herrschest, Gott von Ewigkeit zu Ewigkeit. Amen.“

„Perceptio Corporis tui, Domine Jesu Christe,
quod ego indignus sumere praesumo, non mihi proveniat in judicium et condemnationem:
sed pro tua pietate prosit mihi ad tutamentum mentis et corporis, et ad medelam percipiendam:
Qui vivis et regnas cum Deo Patri in unitate Spiritus Sancti, Deus per omnia saecula saeculorum. Amen.“

„Deutsche Übersetzung:
Der Genuss deines Leibes, Herr Jesus Christus, den ich Unwürdiger zu empfangen wage,
gereiche mir nicht zum Gericht und zur Verdammnis,
sondern durch deine Güte zum Schutz für Leib und Seele und zu meiner Heilung.
Der du lebst und herrschest mit Gott dem Vater in der Einheit des Heiligen Geistes, Gott von Ewigkeit zu Ewigkeit. Amen.“

#### Nach dem Missale Romanum von 1970/75
„Der Priester spricht leise:
Herr Jesus Christus, Sohn des lebendigen Gottes,
dem Willen des Vaters gehorsam,
hast du im Heiligen Geist durch deinen Tod der Welt das Leben geschenkt.
Erlöse mich durch deinen Leib und dein Blut von allen Sünden und von allem Bösen.
Hilf mir, dass ich deine Gebote treu erfülle,
und lass nicht zu, dass ich jemals von dir getrennt werde.“

„Oder:
Herr Jesus Christus,
der Empfang deines Leibes und Blutes,
bringe mir nicht Gericht und Verdammnis,
sondern Segen und Heil.“

## Ostkirchliche Kommuniongebete
In den orthodoxen Kirchen lautet die Bezeichnung auch Inklinationsgebete.

### Chrysostomosliturgie (Byzantinischer Ritus)
„Priester:
Ich glaube, Herr, und bekenne: Du bist in Wahrheit Christus, der Sohn des lebendigen Gottes, der in diese Welt gekommen ist, um die Sünder zu retten, deren erster ich bin.
Auch glaube ich, dass dies dein allerreinster Leib und dies dein kostbares Blut ist. Ich bitte dich nun: Erbarme dich meiner und vergib mir meine Übertretungen, die ich absichtlich oder unabsichtlich, in Wort und Werk, bewußt oder unbewußt gegangen habe. Und würdige mich, an deinen allereinsten Mysterien teilzuhaben, nicht zur Verdammnis, sondern zur Vergebung der Sünden und zum ewigen Leben.
Als Teilnehmer an deinem mystischen Abendmahl nimm mich heute auf, Sohn Gottes, denn deinen Feinden werde ich das Mysterium nicht verraten, dir auch keinen Kuss geben wie Judas, sondern wie der Räuber bekenne ich: Gedenke meiner, Herr, in deinem Reich.“

### Jakobusliturgie (Jerusalemer Ritus)
„Und wiederum [der Diakon]:
Lasset uns vor dem Herrn das Haupt neigen.
Der Priester betet gebeugt folgendes Gebet:
Alleiniger Herr, barmherziger Gott! Vor Deinem Altare beugen wir unsern Nacken und erwarten von Dir geistige Gaben. Sende uns Deine gütige Gnade und segne uns alle mit jedem geistigen und unentreißbaren Segen, der Du in der Höhe wohnst und auf das Niedrige herabsiehst.
Lautes Gebet:
Denn gelobt, angebetet und überherrlich ist Dein allheiliger Name, der Name des Vaters, des Sohnes und des Heiligen Geistes jetzt und allezeit und in alle Ewigkeit.“

### Markusliturgie (Alexandrinischer Ritus)
„Der Priester:
Friede allen.
Das Volk:
Und Deinem Geiste.
Der Diakon:
Laßt uns unsere Häupter vor dem Herrn neigen.
Das Volk:
Vor Dir, o Herr.
Der Priester betet:
Gebieter, Herr, Gott, Allmächtiger, der Du über den Cherubim thronest und von den Seraphim verherrlichet wirst, der Du aus den Gewässern den Himmel bereitet und mit den Chören der Sterne geschmückt und in der Höhe die körperlosen Heere der Engel aufgestellt hast, vor Dir haben wir zum Kennzeichen unserer Knechtschaft den Nacken unserer Seelen und Leiber gebeugt. Vertreibe, wir bitten Dich, die verborgenen Angriffe der Sünde aus unserer Seele und erheitere mit den gottgestalteten Strahlen Deines Heiligtumes unsern Geist, damit wir, mit Deiner Erkenntnis erfüllt, an den vor uns liegenden Gütern, an dem reinen Leibe und dem kostbaren Blute Deines eingeborenen Sohnes, unseres Herrn, Gottes und Heilandes Jesus Christus, würdig teilnehmen. Verzeihe uns um Deiner großen und unergründlichen Barmherzigkeit willen jede Art von Sünden. Durch die Gnade, Barmherzigkeit und Menschenliebe Deines eingeborenen Sohnes,
Lautes Gebet:
durch welchen und mit welchem Dir und Deinem allheiligen, guten und lebendigmachenden Geiste Ehre und Macht sei, jetzt und allezeit und in alle Ewigkeit.
Das Volk:
Amen.“